# 王仁 (力学家)
王仁（1921年1月2日—2001年4月8日），男，浙江吴兴人，中国固体力学与地球动力学家。曾任北京大学力学系教授、中国力学学会理事长。

## 生平
1921年生于浙江吴兴。1943年毕业于国立西南联合大学航空工程系。1953年获美国布朗大学应用数学部哲学博士学位。1980年当选为中国科学院学部委员（院士）。